# Принцесса специй
«Принцесса специй» (хинди द मिस्ट्रेस ऑफ़ स्पाइसेज़) — фильм Пола Маеда Берджеса, основанный на одноимённой книге Читры Дивакаруни.

## Сюжет
Тило — иммигрантка из Индии, хозяйка магазина специй, владеющая даром предвидения, избранная Принцессой Специй. Специи, которые она даёт своим покупателям, помогают им удовлетворить определенные потребности и желания.
В юности Тило была инициирована в качестве одной из нескольких Принцесс Специи Первой Матерью, который предупреждала девушек о некоторых правилах, которым они должны следовать или они столкнутся с тяжелыми последствиями. Они не могут покидать свои магазины, касаться людей и использовать мощь Специи для достижения своих целей.
Магазин Тило, «Базар специй», расположен на окраине Сан-Франциско. Клиенты у Тило разные: таксист Харуна, дед и его американская внучка Гита, застенчивый Квеси и Джагджит, подросток, пытающийся влиться в жизнь школы.
Жизнь Тило меняется в один прекрасный день, когда молодой архитектор по имени Даг падает с мотоцикла рядом с её магазином. Тило стремится излечить его травмы, пытаясь игнорировать их взаимное романтическое влечение. Одно касание заставляет Дага и Тило влюбиться друг в друга.
Но Специи начинают злиться и ревновать, и портят жизнь не только самой Тило, но и её клиентам. Харун попадает в аварию, семейное положение Гиты ухудшается, Джагджит оказывается в плохой компании и подруга Квеси бросает его. Даг встречается с Тило ночью и печально рассказывает ей, что его мать, коренная американка по происхождению, умерла.
Тило признает, что источником этих бед являются нарушенные ею правила. Первая Мать приходит к ней в видении и ругает её за измену Специям с Дагом. Тило клянётся, что вернётся в Индию, и вывешивает уведомление о закрытии магазина. Она идёт на всё, чтобы помочь своим клиентам в последний раз и просит Специи дать ей одну ночь с Дагом, а после она будет принадлежать только им. Она проводит с Дагом ночь, а после уходит, оставив записку с объяснением. В магазине Тило совершает обряд в знак вечной принадлежности Специям.
Даг приходит в магазин, но находит его опустошённым. Тило ещё жива и почти без сознания. Первая Мать является к Тило и говорит ей, что, поскольку она продемонстрировала свою готовность отказаться от всего ради специй, теперь она может иметь всё, что она сама пожелает, и Специи никогда не оставят её снова. Даг соглашается помочь ей восстановить магазин, и она счастливо воссоединяется с ним.

## Роли
- Айшвария Рай — Тило
- Дилан Макдермотт — Даг
- Айеша Даркер — Хамида
- Нитин Ганатра — Харун
- Падма Лакшми — Гита
- Адевале Акиннуойе Агбадже — Квези
- Сони Гилл Дулай — Джагджит
- Анупам Кхер — дед Гиты
- Зохра Сехгал — Первая Мать

## Отзывы
Фильм получил весьма отрицательные отзывы критиков. На сайте Rotten Tomatoes фильм получил лишь 13 % положительных отзывов от профессиональных критиков и среднюю оценку 3,9/10.